# Đột biến vô nghĩa

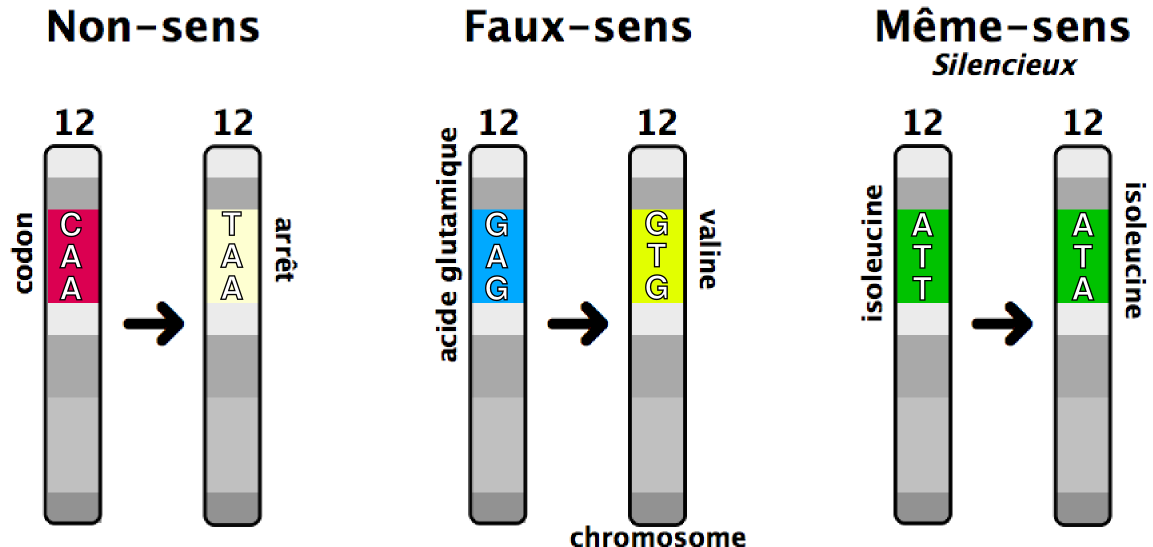
Nếu 1 đột biến làm bộ ba CAATAA, thì đó là đột biến vô nghĩa do phát sinh mã dừng dịch (hình trái).
Nếu 1 đột biến làm bộ ba GAGGTG, thì đó là đột biến sai nghĩa (hình giữa).
Nếu 1 đột biến làm bộ ba ATTATA, thì đó là đột biến cùng nghĩa cũng tức là đột biến câm (hình phải).

Đột biến vô nghĩa là đột biến gen làm thay đổi một bộ ba nucleotide bất kì thành bộ ba kết thúc. Khái niệm này trong các thuật ngữ nước ngoài là "nonsense mutation" (tiếng Anh) hoặc "mutation non-sens" (tiếng Pháp) v.v đều có cùng nghĩa.

## Từ nguyên và tên gọi khác
- Trong 64 codon trên mRNA, thì có ba codon là tín hiệu kết thúc dịch mã gồm 5'UAG3', 5'UAA3' và 5'UGA3'. Chúng không mã hoá một amino acid nào, nên các codon này là vô nghĩa. Do đó, đột biến điểm bất kỳ nào tạo thành mã kết thúc như vậy được gọi là đột biến vô nghĩa.[5]
- Bởi vì đột biến này làm ngừng (stop) quá trình dịch mã, nên cũng còn gọi là đột biến dừng hoặc đôi khi là đột biến kết thúc - từ này trong thuật ngữ nước ngoài gọi là "stop mutation".[6]

## Cơ chế

Một số đột biến điểm (mũi tên đỏ) làm bộ ba mã hoá amino acid biến đổi thành bộ ba kết thúc.

- Trong quá trình dịch mã di truyền (tức tổng hợp chuỗi polypeptide), khi ribosome trượt trên phân tử mRNA (RNA thông tin) đọc mã đã phiên ở phân tử này theo từng bộ ba mã di truyền, thì bao giờ gặp bộ ba kết thúc (cũng gọi là mã kết thúc tức stop codon), ribosome không thể trượt tiếp được nữa, các tiểu đơn vị cấu thành ribosome (R1 và R2) cũng sẽ phải tách nhau ra, các phân tử mRNA, tRNA, enzym... đã tham gia vào phức hợp dịch mã cũng giải phóng khỏi phức hợp, chuỗi pôlypeptit coi như tổng hợp xong.
- Bởi thế, nếu một đột biến điểm xảy ra ở bất kì một codon nào đó mã hoá hoặc không mã hoá amino acid, làm cho codon này biến đổi thành UAA, UAG hoặc UGA (ở mRNA) hay thành TAA, TAG hoặc TGA (ở gen), thì phức hợp dịch mã dừng ngay, bất kể prôtêin tương ứng do gen đó quy định đã được tổng hợp ra dài hay ngắn bao nhiêu.
- Do đó, sản phẩm tạo ra (protein) thường bị lỗi, dẫn đến giảm hay thay đổi hoặc thậm chí không hề có chức năng sinh học.[1][6] Bởi vậy, phần lớn đột biến vô nghĩa là có hại cho sinh vật. Chẳng hạn ở người, đột biến vô nghĩa chiếm khoảng 10% các đột biến gen gây nên các bệnh lý liên quan đến rối loạn di truyền.[7] Các loại bệnh thường gặp liên quan đến đột biến vô nghĩa gồm:
  - Tạo ra dystrophin trong bệnh loạn dưỡng cơ Duchenne (Duchenne muscular dystrophy).
  - Bệnh beta thalassemia (rối loạn di truyền máu).
  - Hội chứng Hurler.
  - Hội chứng Dravet.

## Ví dụ
Giả sử một đoạn gen ban đầu có trình tự các nucleotide như sau
```
    Gen: 5' - ATG ACT CAC 
CGA
 GCG CGA AGC TGA - 3'
         3' - TAC TGA GTG 
GCT
 CGC GCT TCG ACT - 5'
   mRNA: 5' - AUG ACU CAC 
CGA
 GCG CGA AGC UGA - 3'
Prôtêin:      Met Thr His Arg Ala Arg Ser Stop
```

Khi đột biến điểm xảy ra trên mạch khuôn gọi là mạch mã gốc, nhưng lại mang mã bổ sung của gen, làm bộ ba GCT biến đổi thành ACT, nghĩa là G (Guanin) đã bị thay thế thành A (Adenin), thì mã Arg (Arginin) biến thành mã kết thúc. Toàn bộ các côđon còn lại của mRNA bị bỏ lại, không được dịch thành amino acid nữa:
```
    DNA: 5' - ATG ACT CAC 
TGA
 GCG CGA AGC TGA - 3'
         3' - TAC TGA GTG 
ACT
 CGC GCT TCG ACT - 5'
   mRNA: 5' - AUG ACU CAC 
UGA
 GCG CGU AGC UGA - 3'
Protein:      Met Thr His 
Stop
 (kết thúc chuỗi)
```